# Kansas City Film Critics Circle Award/Beste Nebendarstellerin
Der Kansas City Film Critics Circle Award für die beste Nebendarstellerin ist ein jährlich verliehener Filmpreis des Kansas City Film Critics Circle. Maggie Smith gewann den Preis drei Mal und ist damit Rekordhalterin. 1983 und 2001 wurde der Preis geteilt.

## Preisträgerinnen

### 1960er Jahre
| Jahr | Siegerin        | Film             | Rolle           |
| ---- | --------------- | ---------------- | --------------- |
| 1966 | Shelley Winters | Träumende Lippen | Rose-Ann D’Arcy |
| 1967 | Marjorie Rhodes | Honigmond 67     | Lucy Fitton     |
| 1968 | Ruth Gordon     | Rosemaries Baby  | Minnie Castevet |
| 1969 | Catherine Burns | Petting          | Rhoda           |

### 1970er Jahre
| Jahr | Siegerin          | Film                                                        | Rolle             |
| ---- | ----------------- | ----------------------------------------------------------- | ----------------- |
| 1970 | Sally Kellerman   | M.A.S.H.                                                    | Margaret Houlihan |
| 1971 | Margaret Leighton | Der Mittler                                                 | Mrs. Maudsley     |
| 1972 | Cloris Leachman   | Die letzte Vorstellung                                      | Ruth Popper       |
| 1973 | Madeline Kahn     | Paper Moon                                                  | Trixie Delight    |
| 1974 | Sylvia Sidney     | Sommerwünsche – Winterträume (Summer Wishes, Winter Dreams) | Mrs. Pritchett    |
| 1975 | Lily Tomlin       | Nashville                                                   | Linnea Reese      |
| 1976 | Jodie Foster      | Taxi Driver                                                 | Iris Steensma     |
| 1977 | Vanessa Redgrave  | Julia                                                       | Julia             |
| 1978 | Maggie Smith      | Das verrückte California-Hotel                              | Diana Barrie      |
| 1979 | Meryl Streep      | Kramer gegen Kramer                                         | Joanna Kramer     |

### 1980er Jahre
| Jahr | Siegerin          | Film                                        | Rolle                   |
| ---- | ----------------- | ------------------------------------------- | ----------------------- |
| 1980 | Mary Steenburgen  | Melvin und Howard                           | Lynda Dummar            |
| 1981 | Melinda Dillon    | Die Sensationsreporterin                    | Teresa Perrone          |
| 1982 | Jessica Lange     | Tootsie                                     | Julie Nichols           |
| 1983 | Linda Hunt        | Ein Jahr in der Hölle                       | Billy Kwan              |
| 1983 | Mia Farrow        | Zelig                                       | Eudora Nesbitt Fletcher |
| 1984 | Peggy Ashcroft    | Reise nach Indien                           | Mrs. Moore              |
| 1985 | Anjelica Huston   | Die Ehre der Prizzis                        | Maerose Prizzi          |
| 1986 | Maggie Smith      | Zimmer mit Aussicht                         | Charlotte Bartlett      |
| 1987 | Olympia Dukakis   | Mondsüchtig                                 | Rose Castorini          |
| 1988 | Frances McDormand | Mississippi Burning – Die Wurzel des Hasses | Mrs. Pell               |
| 1989 | Anjelica Huston   | Feinde – Die Geschichte einer Liebe         | Tamara Broder           |

### 1990er Jahre
| Jahr | Siegerin         | Film                                 | Rolle                    |
| ---- | ---------------- | ------------------------------------ | ------------------------ |
| 1990 | Whoopi Goldberg  | Ghost – Nachricht von Sam            | Oda Mae Brown            |
| 1991 | Juliette Lewis   | Kap der Angst                        | Danielle Bowden          |
| 1992 | Judy Davis       | Ehemänner und Ehefrauen              | Sally                    |
| 1993 | Emma Thompson    | Im Namen des Vaters                  | Gareth Peirce            |
| 1994 | Dianne Wiest     | Bullets Over Broadway                | Helen Sinclair           |
| 1995 | Joan Allen       | Nixon                                | Pat Nixon                |
| 1996 | Irma P. Hall     | A Family Thing – Brüder wider Willen | Aunt T.                  |
| 1997 | Gloria Stuart    | Titanic                              | Rose Dawson              |
| 1998 | Judi Dench       | Shakespeare in Love                  | Elisabeth I. von England |
| 1999 | Catherine Keener | Being John Malkovich                 | Maxine Lund              |

### 2000er Jahre
| Jahr | Siegerin          | Film                                  | Rolle                           |
| ---- | ----------------- | ------------------------------------- | ------------------------------- |
| 2000 | Kate Hudson       | Almost Famous – Fast berühmt          | Penny Lane                      |
| 2001 | Jennifer Connelly | A Beautiful Mind – Genie und Wahnsinn | Alicia Nash                     |
| 2001 | Maggie Smith      | Gosford Park                          | Constance, Countess of Trentham |
| 2002 | Michelle Pfeiffer | Weißer Oleander                       | Ingrid Magnussen                |
| 2003 | Patricia Clarkson | Station Agent                         | Olivia Harris                   |
| 2004 | Cate Blanchett    | Aviator                               | Katharine Hepburn               |
| 2005 | Maria Bello       | A History of Violence                 | Edie Stall                      |
| 2006 | Catherine O’Hara  | For Your Consideration                | Marilyn Hack                    |
| 2007 | Tilda Swinton     | Michael Clayton                       | Karen Crowder                   |
| 2008 | Penélope Cruz     | Vicky Cristina Barcelona              | María Elena                     |
| 2009 | Mo’Nique          | Precious – Das Leben ist kostbar      | Mary Lee Johnston               |

### 2010er Jahre
| Jahr | Siegerin          | Film             | Rolle        |
| ---- | ----------------- | ---------------- | ------------ |
| 2010 | Hailee Steinfeld  | True Grit        | Mattie Ross  |
| 2011 | Jessica Chastain  | The Tree of Life | Mrs. O’Brien |
| 2012 | Anne Hathaway     | Les Misérables   | Fantine      |
| 2013 | Lupita Nyong’o    | 12 Years a Slave | Patsey       |
| 2014 | Patricia Arquette | Boyhood          | Olivia Evans |
| 2015 | Alicia Vikander   | Ex Machina       | Ava          |